# Vișani
Vișani is een Roemeense gemeente in het district Brăila.
Vișani telt 2676 inwoners.